# Jindra Nečasová Nardelli
Jindra Nečasová Nardelli (* 5. Juli 1960 in Prag) ist eine tschechische Komponistin, Pianistin und Musikpädagogin.
Die Tochter des Mathematikers Jindřich Nečas studierte am Prager Konservatorium Klavier bei Jaromír Kříž und Komposition bei Jindřich Feld. Sie setzte ihre Ausbildung bis 1991 an der Musikakademie bei Václav Riedlbauch fort und besuchte Kompositionskurse von Ladislav Kubík in Prag und Jan Bach an der Northern Illinois University. 1994–95 unterrichtete sie Musiktheorie am Prager Konservatorium, von 1996 bis 2000 war sie externe Dozentin an der Theaterfakultät der Musikakademie (AMU). Außerdem wirkte sie als Korrepetitorin am Prager Tanzkonservatorium (1995–2008) und beim Ballett des Nationaltheaters (seit 2008).
Neben Orchesterwerken wie dem sinfonischen Triptychon Obrazy Salvadora Dalí und der sinfonischen Dichtung Jacksonina cesta komponierte Nečasová u. a. das Ballett Farinelli, Kammermusik (darunter das Trio Kerkyra für Harfe, Flöte und Klavier), Lieder und den Liedzyklus Květiny, Schauspiel- und Fernsehfilmmusiken.